# Église Saint-Michel de Blaise
L'église Saint-Michel est une église catholique située à Colombey-les-Deux-Églises, dans la commune déléguée de Blaise, en France

## Localisation
L'église est située dans le département français de la Haute-Marne, sur la commune de Colombey-les-Deux-Églises dans la commune déléguée de Blaise.

## Historique
L'église Saint-Michel est mentionnée dans un document du XIIe siècle comme cure appartenant à l'abbaye de Montier-en-Der. Elle possède un chœur et un transept reconstruits à la fin du XVe siècle ou au début du XVIe siècle. Ces éléments architecturaux sont inscrits au titre des monuments historiques par arrêté préfectoral le 23 décembre 1925. Sa nef et sa façade extérieure ont été rebâties en 1784. La tour du clocher, projetée dès 1784, est finalement construite en 1834 avec réception des travaux en 1835.

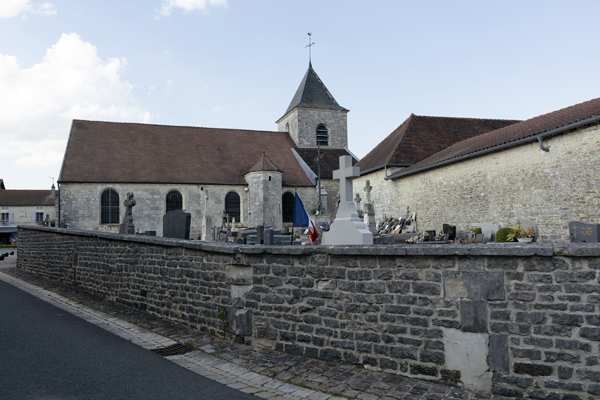
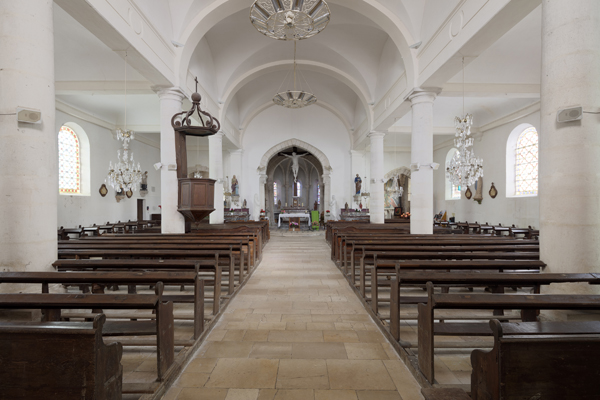
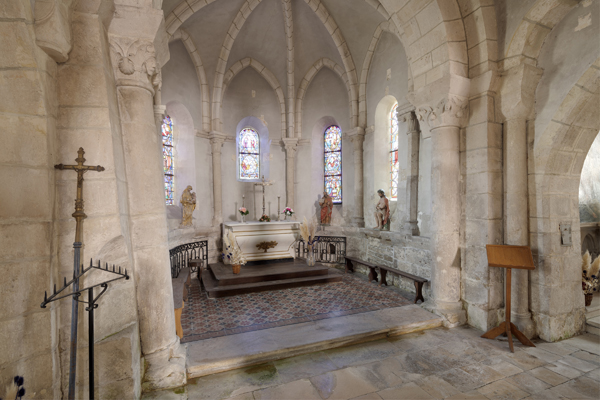
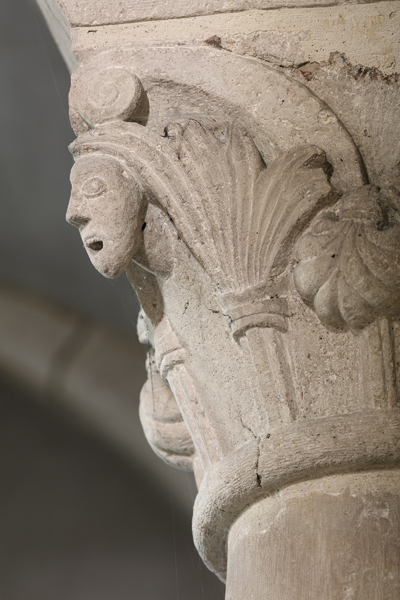